# Ioannis Georgiadis
Ioannis Georgiadis, född den 29 mars 1876 i Tripoli, Grekland, död den 14 mars 1960, var en grekisk fäktare som tog guld i sabel i de första Olympiska spelen, 1896. Vid de inofficiella spelen 1906 tog han individuellt guld i sabel och silver i lagtävlingen sabel.